# Urocystales
Die Urocystales sind eine Gruppe der Brandpilze (Ustilaginomycotina). Alle Vertreter sind Parasiten an Blütenpflanzen. Sie besitzen wenige gemeinsame Merkmale, alle Vertreter mit Ausnahme von Mycosyrinx bilden Haustorien und einen gleichartigen Septalporen-Apparat.

## Systematik
Die Urocystales bilden als monophyletische Gruppe eine Ordnung der Ustilaginomycetes.
Die Urocystales selbst werden von Begerow et al. (2006) wie folgt untergliedert:      
- Doassansiopsaceae Begerow, R. Bauer & Oberw.
  - Doassansiopsis (Setch.) Dietel. Sie bilden komplexe Sporenbälle mit einer zentralen Masse aus pseudoparenchymatischen Zellen, die von einer Lage heller Teliosporen sowie einer äußeren Rinde steriler Zelle umgeben ist.
- Mycosyringaceae R. Bauer & Oberw.
  - Mycosyrinx Beck. Die Vertreter bilden paarige Teliosporen und parasitieren Vertreter der Familie Vitaceae. Reife Septen besitzen keine Poren.
- Urocystaceae Begerow, R. Bauer & Oberw. Diese Familie umfasst morphologisch unterschiedliche Gattungen, alle besitzen jedoch farbige Teliosporen. Die meisten Arten bilden die Teliosporen in Bällen. Es kommen sowohl Holo- wie Phragmobasidien vor. Wirtspflanzen sind sowohl Ein- wie Zweikeimblättrige Pflanzen.
  - Melanustilospora Denchev
  - Mundkurella Thirum.
  - Urocystis Rabenh. ex Fuckel
  - Ustacystis Zundel
  - Vankya Ershad
- Fereydouniaceae S. Nasr, M.R. Soudi, H.D.T. Nguyen, M. Lutz & M. Piątek: hefeähnliche Pilze aus dem Iran mit nur der Gattung Fereydounia. 2014 neu beschrieben.[2]

## Belege
- Dominik Begerow, Matthias Stoll, Robert Bauer: A phylogenetic hypothesis of Ustilaginomycotina based on multiple gene analyses and morphological data. Mycologia, Band 98, 2006, S. 906–916. doi:10.3852/mycologia.98.6.906